# Megasema suffusa
Megasema suffusa là một loài bướm đêm trong họ Noctuidae.